# Jean-Guillaume de La Tour du Pin-Montauban
René-Guillaume-Jean, marquis de La Tour du Pin-Montauban né le 18 janvier 1772 à Grenoble (Isère) et mort le 14 juin 1837 au château d'Aunoy à Champeaux (Seine-et-Marne), est un militaire et homme politique français.

## Biographie
Entré à l'école militaire de Paris en 1785, il est sous-lieutenant dans le régiment du roi-infanterie en 1787. Il émigre en 1790 et sert dans l'armée de Condé. Il est en garnison au Portugal de 1796 à 1807, puis passe en Angleterre. Il épouse alors la fille du maréchal de Vioménil. Il rentre en France en 1814 et devient colonel de dragons puis maréchal de camp. Il suit Louis XVIII à Gand pendant les Cent-Jours et devient commandant militaire de la Gironde en 1815, puis inspecteur de cavalerie en 1822, puis d'infanterie en 1824, après avoir participé à la campagne d'Espagne en 1823. Il est admis à siéger à la Chambre des pairs en 1827, en remplacement de son beau-père le maréchal Charles du Houx de Vioménil.

## Sources
- « Jean-Guillaume de La Tour du Pin-Montauban », dans Adolphe Robert et Gaston Cougny, Dictionnaire des parlementaires français, Edgar Bourloton, 1889-1891 [détail de l’édition]